# Список кавалеров ордена «За заслуги перед Отечеством» за 2010 год

## Кавалеры ордена I степени
1. 10 июня 2010 года, № 703 — Глазунов, Илья Сергеевич — художник, ректор федерального государственного образовательного учреждения высшего профессионального образования «Российская академия живописи, ваяния и зодчества Ильи Глазунова», город Москва[1]
2. 15 июля 2010 года, № 907 — Рахимов, Муртаза Губайдуллович — президент Республики Башкортостан[2]
3. 26 июля 2010 года, № 934 — Церетели, Зураб Константинович — президент Российской академии художеств, город Москва[3]
4. 17 августа 2010 года, № 1014 — Табаков, Олег Павлович — художественный руководитель-директор федерального государственного учреждения культуры «Московский Художественный академический театр имени А. П. Чехова»[4]

## Кавалеры ордена II степени
1. 10 февраля 2010 года, № 174 — Зельдин, Владимир Михайлович — артист Центрального академического театра Российской Армии, город Москва
2. 17 февраля 2010 года, № 202 — Филипенко, Александр Васильевич — губернатор Ханты-Мансийского автономного округа — Югры
3. 18 февраля 2010 года, № 218 — Алиев, Муху Гимбатович — Президент Республики Дагестан[5]
4. 6 апреля 2010 года, № 424 — Савин, Анатолий Иванович — академик Российской академии наук, научный руководитель открытого акционерного общества «Концерн ПВО „Алмаз-Антей“», город Москва
5. 14 мая 2010 года, № 588 — Израэль, Юрий Антониевич — директор государственного учреждения «Институт глобального климата и экологии Федеральной службы по гидрометеорологии и мониторингу окружающей среды и Российской академии наук», город Москва
6. 15 мая 2010 года, № 607 — Касаткина, Людмила Ивановна — артистка Центрального академического театра Российской Армии, город Москва
7. 30 июля 2010 года, № 954 — Андреев, Владимир Алексеевич — художественный руководитель государственного учреждения культуры города Москвы «Московский драматический театр имени М. Н. Ермоловой»
8. 24 августа 2010 года, № 1033 — Данелия, Георгий Николаевич — кинорежиссёр-постановщик федерального государственного унитарного предприятия «Киноконцерн „Мосфильм“», город Москва
9. 2 сентября 2010 года, № 1092 — Гафт, Валентин Иосифович — артист государственного учреждения культуры города Москвы «Московский театр „Современник“»
10. 14 сентября 2010 года, № 1128 — Квашнин, Анатолий Васильевич — действительный государственный советник Российской Федерации 1 класса
11. 3 октября 2010 года, № 1203 — Джигарханян, Армен Борисович — художественный руководитель государственного учреждения культуры города Москвы «Московский драматический театр под руководством Армена Джигарханяна»
12. 12 ноября 2010 года, № 1414  — Гурченко, Людмила Марковна — артистка театра и кино, город Москва
13. 1 декабря 2010 года, № 1499 — Хазанов, Геннадий Викторович — художественный руководитель государственного учреждения «Московский государственный театр Эстрады»
14. 28 декабря 2010 года, № 1629 — Шойгу, Сергей Кужугетович — министр Российской Федерации по делам гражданской обороны, чрезвычайным ситуациям и ликвидации последствий стихийных бедствий.

## Кавалеры ордена III степени
1. 15 января 2010 года, № 67 — Вилинбахов, Георгий Вадимович — заместитель директора по научной работе федерального государственного учреждения культуры «Государственный Эрмитаж», город Санкт-Петербург
2. 15 января 2010 года, № 70 — Миндиашвили, Дмитрий Георгиевич — директор краевого государственного учреждения дополнительного образования «Школа высшего спортивного мастерства по видам борьбы имени Д. Г. Миндиашвили», Красноярский край
3. 21 января 2010 года, № 87 — Латынина, Лариса Семёновна — член бюро Общероссийской общественной организации «Российский союз спортсменов», член попечительского совета некоммерческой благотворительной организации «Фонд поддержки олимпийцев России», город Москва
4. 25 января 2010 года, № 100 — Кулик, Геннадий Васильевич — заместитель председателя Комитета Государственной думы по бюджету и налогам
5. 25 января 2010 года, № 101 — Бетин, Олег Иванович — глава администрации Тамбовской области
6. 6 февраля 2010 года, № 147 — Шаймиев, Минтимер Шарипович — Президент Республики Татарстан
7. 16 февраля 2010 года, № 196 — Меньшов, Владимир Валентинович — кинорежиссёр-постановщик федерального государственного унитарного предприятия «Киноконцерн „Мосфильм“», город Москва
8. 16 февраля 2010 года, № 197 — Волков, Николай Михайлович — губернатор Еврейской автономной области
9. 18 февраля 2010 года, № 216 — Волков, Александр Александрович — Президент Удмуртской Республики
10. 24 февраля 2010 года, № 250 — Неёлов, Юрий Васильевич — губернатор Ямало-Ненецкого автономного округа
11. 12 марта 2010 года, № 302 — Лощинин, Валерий Васильевич — Постоянный представитель Российской Федерации при Отделении Организации Объединенных Наций и других международных организациях в Женеве, Швейцарская Конфедерация
12. 14 марта 2010 года, № 308 — Юрский, Сергей Юрьевич — артист государственного учреждения культуры города Москвы «Государственный академический театр имени Моссовета»
13. 14 марта 2010 года, № 309 — Вульф, Виталий Яковлевич — первый заместитель главного редактора Главной редакции электронных средств массовой информации «Общероссийский государственный телевизионный канал „Культура“» федерального государственного унитарного предприятия «Всероссийская государственная телевизионная и радиовещательная компания», город Москва
14. 15 марта 2010 года, № 317 — Фуфаев, Валентин Александрович — генеральный директор закрытого акционерного общества «Трест Коксохиммонтаж», город Москва
15. 19 марта 2010 года, № 327 — Токарев, Николай Петрович — президент открытого акционерного общества «Акционерная компания по транспорту нефти „Транснефть“», город Москва
16. 25 марта 2010 года, № 371 — Сумин, Пётр Иванович — губернатор Челябинской области
17. 2 апреля 2010 года, № 412 — Падалка, Геннадий Иванович — инструктор-космонавт-испытатель отряда космонавтов федерального государственного бюджетного учреждения «Научно-исследовательский испытательный центр подготовки космонавтов имени Ю. А. Гагарина», Московская область
18. 12 апреля 2010 года, № 448 — Добродеев, Олег Борисович — генеральный директор федерального государственного унитарного предприятия «Всероссийская государственная телевизионная и радиовещательная компания», город Москва
19. 15 апреля 2010 года, № 462 — Поллыева, Джахан Реджеповна — помощник Президента Российской Федерации
20. 20 апреля 2010 года, № 482 — Осипов, Владимир Борисович — начальник Управления Президента Российской Федерации по государственным наградам
21. 14 мая 2010 года, № 587 — Торкунов, Анатолий Васильевич — ректор Московского государственного института международных отношений (Университета) Министерства иностранных дел Российской Федерации
22. 2 июня 2010 года, № 657 — Фокин, Валерий Владимирович — художественный руководитель федерального государственного учреждения культуры «Российский государственный академический театр драмы имени А. С. Пушкина (Александринский)», художественный руководитель государственного учреждения культуры города Москвы «Театрально-культурный центр имени Вс. Мейерхольда»
23. 3 июня 2010 года, № 668 — Хабриева, Талия Ярулловна — директор федерального государственного научно-исследовательского учреждения «Институт законодательства и сравнительного правоведения при Правительстве Российской Федерации»
24. 10 июня 2010 года, № 697 — Алекперов, Вагит Юсуфович — президент открытого акционерного общества «Нефтяная компания „Лукойл“», город Москва
25. 14 июня 2010 года, № 707 — Чернышёв, Алексей Андреевич — губернатор Оренбургской области
26. 16 июня 2010 года, № 733 — Штыров, Вячеслав Анатольевич — Президент Республики Саха (Якутия)
27. 16 июня 2010 года, № 745 — Ершов, Юрий Леонидович — академик Российской академии наук, директор Учреждения Российской академии наук Института математики имени С. Л. Соболева Сибирского отделения РАН, город Новосибирск
28. 16 июня 2010 года, № 747 — Хаитов, Рахим Мусаевич — директор государственного предприятия «Государственный научный центр „Институт иммунологии“», город Москва
29. 17 июня 2010 года, № 757 — Игнатьев, Сергей Михайлович — Председатель Центрального банка Российской Федерации
30. 29 июня 2010 года, № 808 — Нестеров, Виктор Иванович — председатель совета директоров открытого акционерного общества «Трест „Севэнергострой“», город Санкт-Петербург
31. 1 июля 2010 года, № 828 — Хапсироков, Хизир Хаджибекирович — главный редактор журнала «Черкесия», Карачаево-Черкесская Республика
32. 8 июля 2010 года, № 846 — Райкин, Константин Аркадьевич — художественный руководитель федерального государственного учреждения культуры «Российский государственный театр „Сатирикон“ имени Аркадия Райкина», город Москва
33. 30 августа 2010 года, № 1082 — Шилов, Иван Фёдорович — помощник министра внутренних дел Российской Федерации, председатель Российского совета ветеранов органов внутренних дел и внутренних войск, город Москва
34. 30 августа 2010 года, № 1086 — Костюк, Валерий Викторович — академик Российской академии наук, главный ученый секретарь президиума Российской академии наук
35. 20 сентября 2010 года, № 1129 — Митрополит Ювеналий (Поярков Владимир Кириллович) — митрополит Крутицкий и Коломенский, постоянный член Священного синода Русской православной церкви, управляющий Московской епархией
36. 25 сентября 2010 года, № 1168 — Васильева, Вера Кузьминична — артистка государственного бюджетного учреждения культуры города Москвы «Московский академический театр сатиры»
37. 25 сентября 2010 года, № 1169 — Васильев, Герард Вячеславович — артист государственного учреждения культуры города Москвы «Московский государственный академический театр оперетты»
38. 29 сентября 2010 года, № 1184 — Прохоров, Вадим Семёнович — профессор федерального государственного образовательного учреждения высшего профессионального образования «Санкт-Петербургский государственный университет»
39. 30 сентября 2010 года, № 1185 — Кудрин, Алексей Леонидович — заместитель Председателя Правительства Российской Федерации — министр финансов Российской Федерации
40. 2 ноября 2010 года, № 1314 — Баранов, Александр Александрович — вице-президент Российской академии медицинских наук, город Москва
41. 3 ноября 2010 года, № 1323 — Суриков, Александр Александрович — чрезвычайный и полномочный посол Российской Федерации в Республике Белоруссия
42. 5 ноября 2010 года, № 1372 — Литвиненко, Владимир Стефанович — ректор государственного образовательного учреждения высшего профессионального образования «Санкт-Петербургский государственный горный институт имени Г. В. Плеханова (технический университет)»
43. 9 ноября 2010 года, № 1394 — Саркисов, Ашот Аракелович — академик Российской академии наук, советник Российской академии наук при дирекции Учреждения Российской академии наук Института проблем безопасного развития атомной энергетики РАН, город Москва
44. 18 ноября 2010 года, № 1450 — Абалкин, Леонид Иванович — академик Российской академии наук, советник Учреждения Российской академии наук Института экономики РАН, город Москва
45. 12 декабря 2010 года, № 1540 — Аросева, Ольга Александровна — артистка государственного бюджетного учреждения культуры города Москвы «Московский академический театр сатиры»
46. 13 декабря 2010 года, № 1562 — Сойфер, Виктор Александрович — член-корреспондент Российской академии наук, ректор государственного образовательного учреждения высшего профессионального образования «Самарский государственный аэрокосмический университет имени академика С. П. Королёва»

## Кавалеры ордена IV степени
1. 9 января 2010 года, № 32 — Островский, Алексей Владимирович — председатель Комитета Государственной думы по делам Содружества Независимых Государств и связям с соотечественниками
2. 9 января 2010 года, № 32 — Пехтин, Владимир Алексеевич — депутат Государственной думы Федерального собрания Российской Федерации
3. 9 января 2010 года, № 33 — Плисс, Виктор Александрович — заведующий кафедрой дифференциальных уравнений математико-механического факультета государственного образовательного учреждения высшего профессионального образования «Санкт-Петербургский государственный университет»
4. 12 января 2010 года, № 48 — Усс, Александр Викторович — председатель Законодательного собрания Красноярского края
5. 12 января 2010 года, № 48 — Михайлова, Евгения Исаевна — Вице-президент Республики Саха (Якутия)
6. 12 января 2010 года, № 48 — Ходырев, Александр Николаевич — глава муниципального образования «Городской округ Реутов» Московской области
7. 22 января 2010 года, № 94 — Гусман, Михаил Соломонович — первый заместитель генерального директора федерального государственного унитарного предприятия «Информационное телеграфное агентство России (ИТАР-ТАСС)», город Москва
8. 22 января 2010 года, № 95 — Прозоров, Валерий Владимирович — директор института филологии и журналистики государственного образовательного учреждения высшего профессионального образования «Саратовский государственный университет имени Н. Г. Чернышевского»
9. 25 января 2010 года, № 98 — Велихов, Евгений Павлович — академик Российской академии наук, президент федерального государственного учреждения «Российский научный центр „Курчатовский институт“», город Москва
10. 25 января 2010 года, № 99 — Жилкин, Александр Александрович — губернатор Астраханской области
11. 15 февраля 2010 года, № 186 — Стуруа, Мэлор Георгиевич — собственный корреспондент в Соединенных Штатах Америки открытого акционерного общества «Редакция газеты „Известия“»
12. 15 февраля 2010 года, № 188 — Торопов, Иван Григорьевич — писатель, Республика Коми
13. 17 февраля 2010 года, № 207 — Слива, Анатолий Яковлевич — судья Конституционного суда Российской Федерации
14. 19 февраля 2010 года, № 219 — Кротов, Михаил Иосифович — генеральный секретарь, руководитель Секретариата Совета Межпарламентской Ассамблеи государств-участников Содружества Независимых Государств
15. 3 марта 2010 года, № 260 — Малашенков, Анатолий Иванович — заместитель директора учреждения Российской академии медицинских наук Научного центра сердечно-сосудистой хирургии имени А. Н. Бакулева РАМН, директор Института коронарной и сосудистой хирургии, город Москва
16. 3 марта 2010 года, № 263 — Панфилов, Глеб Анатольевич — кинорежиссёр-постановщик федерального государственного унитарного предприятия «Киноконцерн „Мосфильм“», город Москва
17. 11 марта 2010 года, № 295 — Киричук, Степан Михайлович — член Совета Федерации Федерального собрания Российской Федерации от исполнительного органа государственной власти Тюменской области, председатель Комитета Совета Федерации по вопросам местного самоуправления
18. 14 марта 2010 года, № 308 — Борисова, Юлия Константиновна — артистка федерального государственного учреждения культуры «Государственный академический театр имени Евгения Вахтангова», город Москва
19. 14 марта 2010 года, № 308 — Маркова, Римма Васильевна — артистка кино, член общественной организации «Союз кинематографистов Российской Федерации», город Москва
20. 15 марта 2010 года, № 310 — Алфёров, Жорес Иванович — депутат Государственной думы Федерального собрания Российской Федерации, вице-президент Российской академии наук
21. 15 марта 2010 года, № 317 — Лисин, Юрий Викторович — первый вице-президент открытого акционерного общества «Акционерная компания по транспорту нефти „Транснефть“», город Москва
22. 17 марта 2010 года, № 324 — Бабкина, Надежда Георгиевна — художественный руководитель государственного учреждения культуры города Москвы «Московский государственный музыкальный театр фольклора „Русская песня“»
23. 17 марта 2010 года, № 325 — Мухомеджан, Надеря Мубиновна — руководитель Секретариата Первого заместителя Председателя Правительства Российской Федерации
24. 29 марта 2010 года, № 373 — Зарипов, Ирек Айратович — заслуженный мастер спорта России
25. 29 марта 2010 года, № 373 — Михайлов, Кирилл Андреевич — заслуженный мастер спорта России
26. 2 апреля 2010 года, № 409 — Канцеров, Фарид Масхутович — заместитель председателя правления открытого акционерного общества «Газпромбанк», город Москва
27. 2 апреля 2010 года, № 409 — Мартынчик, Дмитрий Тарасович — генеральный директор закрытого акционерного общества «Строительное управление N 326», город Санкт-Петербург
28. 2 апреля 2010 года, № 412 — Лончаков, Юрий Валентинович — инструктор-космонавт-исследователь отряда космонавтов федерального государственного бюджетного учреждения «Научно-исследовательский испытательный центр подготовки космонавтов имени Ю. А. Гагарина», Московская область
29. 5 апреля 2010 года, № 423 — Стрекозов, Владимир Георгиевич — судья Конституционного суда Российской Федерации
30. 5 апреля 2010 года, № 423 — Сулейманов, Магомед Валибагандович — Председатель Народного собрания Республики Дагестан
31. 6 апреля 2010 года, № 429 — Фисинин, Владимир Иванович — первый вице-президент Российской академии сельскохозяйственных наук, город Москва
32. 9 апреля 2010 года, № 432 — Черномырдин, Виктор Степанович — советник Президента Российской Федерации
33. 11 апреля 2010 года, № 441 — Заверюха, Александр Харлампиевич — член-корреспондент Российской академии сельскохозяйственных наук, член Консультационного совета при Министерстве сельского хозяйства Российской Федерации
34. 12 апреля 2010 года, № 451 — Слухай, Иван Андреевич — председатель Московской общественной организации ветеранов войны (участников и инвалидов Великой Отечественной войны-пенсионеров)
35. 12 апреля 2010 года, № 453 — Солнцев, Константин Александрович — академик Российской академии наук, заместитель президента-управляющий делами РАН, директор Учреждения Российской академии наук Института металлургии и материаловедения имени А. А. Байкова, город Москва
36. 15 апреля 2010 года, № 463 — Фёдоров, Игорь Борисович — академик Российской академии наук, ректор государственного образовательного учреждения высшего профессионального образования «Московский государственный технический университет имени Н. Э. Баумана»
37. 19 апреля 2010 года, № 472 — Полякова, Людмила Петровна — артистка федерального государственного учреждения культуры «Государственный академический Малый театр России», город Москва
38. 20 апреля 2010 года, № 491 — Нескоблин, Николай Серафимович — первый заместитель генерального директора и генерального конструктора федерального государственного унитарного предприятия «Центральное конструкторское бюро „Титан“», Волгоградская область
39. 22 апреля 2010 года, № 501 — Смирнов, Виталий Георгиевич — почетный президент Общероссийского союза общественных объединений «Олимпийский комитет России», город Москва
40. 25 апреля 2010 года, № 517 — Гусев, Владимир Александрович — директор федерального государственного учреждения культуры «Государственный Русский музей», город Санкт-Петербург
41. 30 апреля 2010 года, № 531 — Сисакян, Алексей Норайрович — академик Российской академии наук, директор международной межправительственной научно-исследовательской организации «Объединенный институт ядерных исследований», Московская область
42. 3 мая 2010 года, № 541 — Чиссов, Валерий Иванович — академик Российской академии медицинских наук, директор федерального государственного учреждения «Московский научно-исследовательский онкологический институт имени П. А. Герцена»
43. 5 мая 2010 года, № 550 — Серов, Валерий Михайлович — генеральный директор открытого акционерного общества «Центр международной торговли», город Москва
44. 13 мая 2010 года, № 572 — Матишов, Геннадий Григорьевич — академик Российской академии наук, директор Учреждения Российской академии наук Мурманского морского биологического института Кольского научного центра РАН
45. 14 мая 2010 года, № 600 — Лаптев, Юрий Константинович — советник Президента Российской Федерации
46. 27 мая 2010 года, № 650 — Литвинов, Борис Васильевич — академик Российской академии наук, заместитель научного руководителя, начальник лаборатории федерального государственного унитарного предприятия «Российский федеральный ядерный центр — Всероссийский научно-исследовательский институт технической физики имени академика Е. И. Забабахина», Челябинская область
47. 7 июня 2010 года, № 679 — Кабиров, Фирдаус Зарипович — пилот экипажа, заслуженный мастер спорта России, Республика Татарстан
48. 7 июня 2010 года, № 679 — Савостин, Сергей Геннадьевич — штурман экипажа, заслуженный мастер спорта России, Республика Татарстан
49. 7 июня 2010 года, № 679 — Чагин, Владимир Геннадьевич — пилот экипажа, заслуженный мастер спорта России, Республика Татарстан
50. 7 июня 2010 года, № 679 — Якубов, Семён Семёнович — руководитель команды, заслуженный мастер спорта России, Республика Татарстан
51. 9 июня 2010 года, № 691 — Мигачев, Игорь Фёдорович — директор федерального государственного унитарного предприятия «Центральный научно-исследовательский геологоразведочный институт цветных и благородных металлов», город Москва
52. 16 июня 2010 года, № 743 — Беляков, Геннадий Павлович — ректор государственного образовательного учреждения высшего профессионального образования «Сибирский государственный аэрокосмический университет имени академика М. Ф. Решетнёва», Красноярский край
53. 16 июня 2010 года, № 745 — Мусин, Валерий Абрамович — заведующий кафедрой федерального государственного образовательного учреждения высшего профессионального образования «Санкт-Петербургский государственный университет»
54. 16 июня 2010 года, № 746 — Черемисов Иван Иванович (архиепископ Красноярский и Енисейский Антоний) — управляющий Красноярской епархией Русской православной церкви, Красноярский край
55. 16 июня 2010 года, № 752 — Чубайс, Анатолий Борисович — генеральный директор государственной корпорации «Российская корпорация нанотехнологий»
56. 16 июня 2010 года, № 755 — Шикломанов, Игорь Алексеевич — директор государственного учреждения «Государственный гидрологический институт», город Санкт-Петербург
57. 17 июня 2010 года, № 757 — Лунтовский, Георгий Иванович — первый заместитель Председателя Центрального банка Российской Федерации
58. 17 июня 2010 года, № 757 — Улюкаев, Алексей Валентинович — первый заместитель Председателя Центрального банка Российской Федерации
59. 17 июня 2010 года, № 758 — Жучков, Владимир Иванович — руководитель аппарата Председателя Центрального банка Российской Федерации
60. 29 июня 2010 года, № 805 — Пантюхин, Борис Сергеевич — начальник подразделения федерального государственного унитарного предприятия «Российский федеральный ядерный центр — Всероссийский научно-исследовательский институт технической физики имени академика Е. И. Забабахина», Челябинская область
61. 29 июня 2010 года, № 810 — Ампилогов, Владимир Николаевич — заместитель директора Департамента промышленности и инфраструктуры Аппарата Правительства Российской Федерации
62. 29 июня 2010 года, № 811 — Гулько, Давид Михайлович — генеральный директор закрытого акционерного общества «Племенной завод „Барыбино“», Домодедовский район Московской области
63. 9 июля 2010 года, № 876 — Косов, Николай Николаевич — член правления, первый заместитель председателя государственной корпорации «Банк развития и внешнеэкономической деятельности (Внешэкономбанк)», город Москва
64. 9 июля 2010 года, № 880 — Моисеев, Валерий Васильевич — управляющий директор открытого акционерного общества «Ижсталь», Удмуртская Республика
65. 16 июля 2010 года, № 908 — Найговзина, Нелли Борисовна — директор Департамента социального развития Аппарата Правительства Российской Федерации
66. 20 июля 2010 года, № 922 — Тухманов, Давид Фёдорович — композитор, город Москва
67. 30 июля 2010 года, № 945 — Кириллов, Владимир Владимирович — руководитель Федеральной службы по надзору в сфере природопользования
68. 30 июля 2010 года, № 955 — Андреев, Александр Фёдорович — академик Российской академии наук, вице-президент Российской академии наук, город Москва
69. 30 июля 2010 года, № 957 — Мельников, Виталий Вячеславович — кинорежиссёр-постановщик, сценарист киностудии «Голос», город Санкт-Петербург
70. 11 августа 2010 года, № 999 — Ефремова, Вера Андреевна — художественный руководитель государственного учреждения культуры «Тверской областной академический театр драмы»
71. 18 августа 2010 года, № 1019 — Тотолян, Артём Акопович — руководитель отдела Учреждения Российской академии медицинских наук Научно-исследовательского института экспериментальной медицины Северо-Западного отделения РАМН, город Санкт-Петербург
72. 23 августа 2010 года, № 1024 — Маркелов, Леонид Игоревич — Президент Республики Марий Эл
73. 23 августа 2010 года, № 1039 — Хазин, Андрей Леонидович — член Совета Федерации Федерального собрания Российской Федерации от законодательного (представительного) органа государственной власти Кировской области, заместитель председателя Комитета Совета Федерации по экономической политике, предпринимательству и собственности
74. 4 сентября 2010 года, № 1096 — Новицкий, Вячеслав Викторович — ректор государственного образовательного учреждения высшего профессионального образования «Сибирский государственный медицинский университет», Томская область
75. 8 сентября 2010 года, № 1104 — Тырышкин, Виктор Иванович — президент общества с ограниченной ответственностью «Корпорация ВИТ», Московская область
76. 8 сентября 2010 года, № 1108 — Юдина, Лилия Витальевна — артистка федерального государственного учреждения культуры «Государственный академический Малый театр России», город Москва
77. 20 сентября 2010 года, № 1130 — Холстов, Виктор Иванович — директор Департамента реализации конвенционных обязательств Министерства промышленности и торговли Российской Федерации
78. 22 сентября 2010 года, № 1158 — Кемлиль, Виталий Егорович — бригадир оленеводческой бригады сельскохозяйственного производственного кооператива — кочевой родовой общины «Нутендли», Нижнеколымский улус (район) Республики Саха (Якутия)
79. 12 октября 2010 года, № 1236 — Крузе, Валерий Андреевич — заместитель директора Федерального государственного унитарного авиационного предприятия (по организации летной работы)
80. 15 октября 2010 года, № 1256 — Овчинников, Всеволод Владимирович — политический обозреватель федерального государственного учреждения «Редакция „Российской газеты“», город Москва
81. 21 октября 2010 года, № 1263 — Каноков, Арсен Баширович — Президент Кабардино-Балкарской Республики
82. 21 октября 2010 года, № 1278 — Михалков, Никита Сергеевич — кинорежиссёр, председатель общественной организации «Союз кинематографистов Российской Федерации», город Москва
83. 29 октября 2010 года, № 1299 — Бокерия, Леонид Антонович — академик Российской академии медицинских наук, директор Учреждения Российской академии медицинских наук Научного центра сердечно-сосудистой хирургии имени А. Н. Бакулева РАМН, город Москва
84. 30 октября 2010 года, № 1309 — полковник Котов, Олег Валериевич — инструктор-космонавт-испытатель отряда космонавтов федерального государственного бюджетного учреждения «Научно-исследовательский испытательный центр подготовки космонавтов имени Ю. А. Гагарина», Московская область
85. 7 ноября 2010 года, № 1383 — Дементьева, Елена Вячеславовна — заслуженный мастер спорта России (теннис), город Москва
86. 9 ноября 2010 года, № 1393 — Плисецкая, Майя Михайловна — хореограф, народная артистка СССР
87. 9 ноября 2010 года, № 1396 — Ольшанский, Николай Михайлович — депутат Государственной думы Федерального собрания Российской Федерации
88. 15 ноября 2010 года, № 1415 — Шевцов, Виктор Владимирович — глава Лискинского муниципального района Воронежской области
89. 18 ноября 2010 года, № 1451 — Капашин, Валерий Петрович — начальник Федерального управления по безопасному хранению и уничтожению химического оружия при Министерстве промышленности и торговли Российской Федерации
90. 24 ноября 2010 года, № 1468 — Кириенко, Сергей Владиленович — генеральный директор Государственной корпорации по атомной энергии «Росатом»
91. 24 ноября 2010 года, № 1469 — Новаков, Иван Александрович — член-корреспондент Российской академии наук, ректор государственного образовательного учреждения высшего профессионального образования «Волгоградский государственный технический университет»
92. 24 ноября 2010 года, № 1474 — Вексельберг, Виктор Феликсович — председатель попечительского совета некоммерческой организации «Культурно-исторический фонд „Связь времён“», город Москва
93. 6 декабря 2010 года, № 1511 — Литвак, Александр Григорьевич — академик Российской академии наук, директор Учреждения Российской академии наук Института прикладной физики РАН, город Нижний Новгород
94. 6 декабря 2010 года, № 1512 — Пархаев, Евгений Алексеевич — директор художественно-производственного предприятия «Софрино» Русской православной церкви, Московская область
95. 6 декабря 2010 года, № 1521 — Лазарев, Александр Николаевич — дирижёр федерального государственного бюджетного учреждения культуры «Государственный академический Большой театр России», город Москва
96. 12 декабря 2010 года, № 1548 — Савиных, Виктор Петрович — президент государственного образовательного учреждения высшего профессионального образования «Московский государственный университет геодезии и картографии»
97. 12 декабря 2010 года, № 1549 — Вихров, Николай Михайлович — генеральный директор закрытого акционерного общества «Канонерский судоремонтный завод», город Санкт-Петербург
98. 29 декабря 2010 года, № 1637 — Дмитриев, Александр Сергеевич — главный дирижёр, художественный руководитель Академического симфонического оркестра федерального государственного учреждения культуры «Санкт-Петербургская академическая филармония имени Д. Д. Шостаковича»
99. 30 декабря 2010 года, № 1649 — Третьяков, Николай Сергеевич — директор Санкт-Петербургского государственного учреждения культуры «Государственный музей-заповедник „Павловск“»